# Clethra revoluta
Clethra revoluta là một loài thực vật có hoa trong họ Clethraceae. Loài này được (Ruiz & Pav.) Spreng. mô tả khoa học đầu tiên năm 1825.